# Clavidesmus columbianus
Clavidesmus columbianus là một loài bọ cánh cứng trong họ Cerambycidae.